# 荒蛮故事
《荒蛮故事》（西班牙語：Relatos salvajes）是一部达米安·斯兹弗隆执导的阿根廷黑色喜剧剧情片，入围2014年戛纳电影节主竞赛单元。被《时代杂志》评为年度十大佳片第九名。获得第87届奥斯卡最佳外语片提名，赢得第69届英国电影学院奖最佳外语片。

## 剧情
影片由六个短篇故事组成，从怪异的幽默感、独特的画面和大胆的配乐，到对于身处绝境的普通人的聚焦，是一次对于人类失控行径的颠覆性创作，是一场对于一个腐败成风、经济和社会严重不平等的社会的尖锐抨击。

## 角色
- Ricardo Darín - Simon Fisher
- Leonardo Sbaraglia - Diego
- Darío Grandinetti - Salgado
- Erica Rivas - Romina
- Julieta Zylberberg - Moza
- Nancy Dupláa - Victoria
- María Onetto - Helena
- Oscar Martínez - Mauricio
- Rita Cortese - Cocinera
- Osmar Núñez - Abogado

## 评价
网易影评写道：“与迈克·李、锡兰这类大师的电影相比，《野蛮史》在影像艺术上自然显得粗糙朴实很多，然而这部由六个短篇故事组合起来的电影，却让人惊讶地感受到了浓厚的生命力与电影魅力。导演在编剧上的才华绝对是一等功臣；行云流水，有着完美节奏的剪辑也让故事呈现了扣人心弦的效果。六个独立的故事，导演并没有用任何手段把它们串联在一起，但是观看完全片却会让人惊觉，其实每个故事的内涵都是相互关联的，它们从不同角度反映了人性的复杂立体与善恶交融——很多事情是无法用非黑即白的二维标准进行判断的。…… 导演似乎想通过电影告诉观众，人生就是如此出其不意，无从评判，状况无处不在，然而福祸相依间上天也会散发各种彩蛋。所以，一声大笑，或许就是应对万千意外的最好方式。”

## 奖项
- 2014年第86屆國家評論協會獎- 最佳外語片
- 第69届英国电影学院奖最佳外语片